# Bollit de pilotes

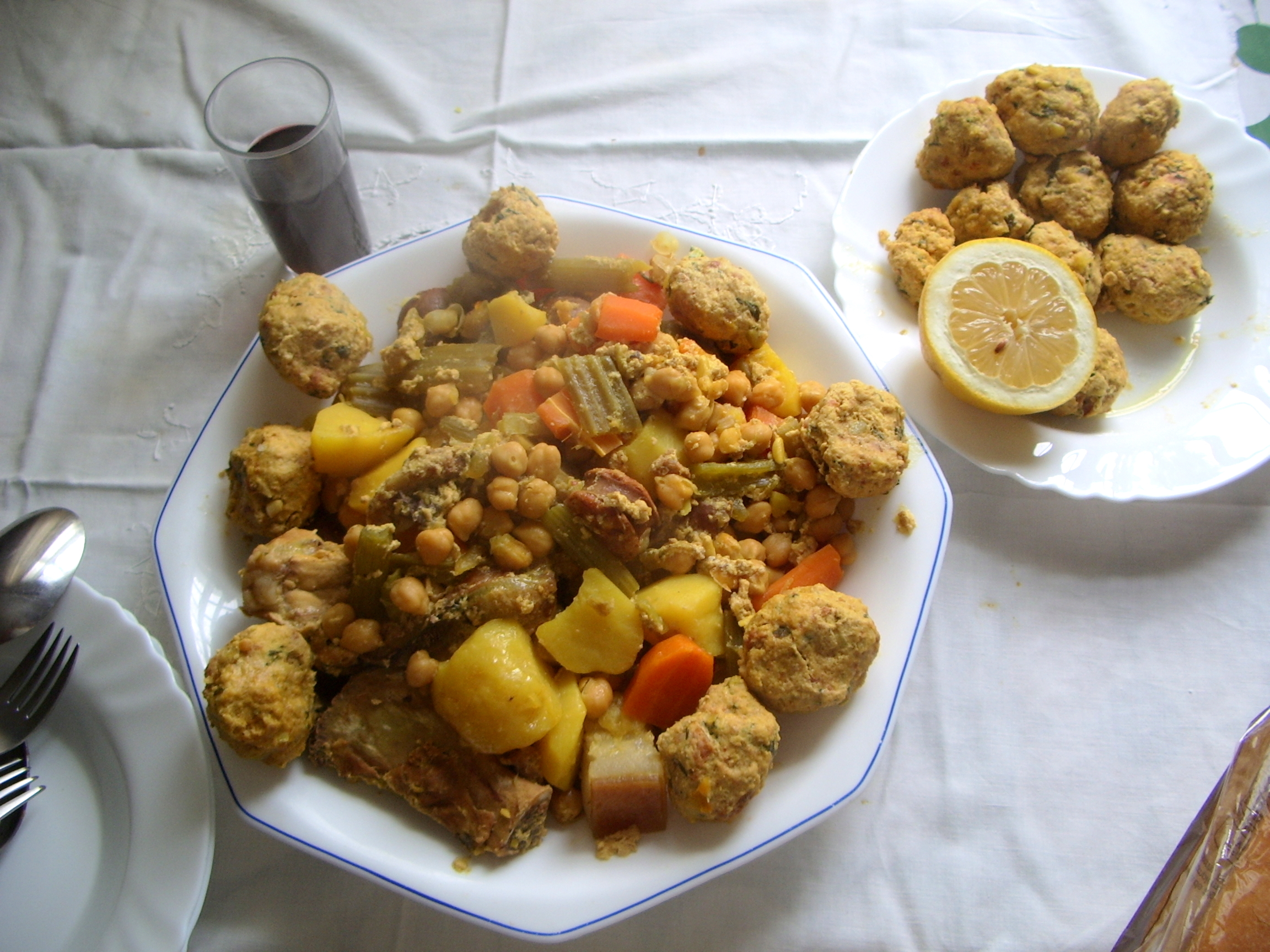
Bollit amb pilotes murcià.

El bollit de pilotes és un dels guisats més típics de la cuina nadalenca tradicional de l'àrea mediterrània de la península Ibèrica. Hi ha diverses varietats. Les pilotes solen ser generalment de magre de porc i vedella, amb ou, julivert i pinyons, barrejat amb pa ratllat. En alguns llocs se substitueixen aquestes carns per altres d'au, com ara titot i pollastre, amb les quals s'elaboren pilotes (mandonguilles) que posteriorment es couen en el caldo del bollit. Aquest plat sol elaborar-se en els mesos hivernals o a les festes populars, i se serveix calent.

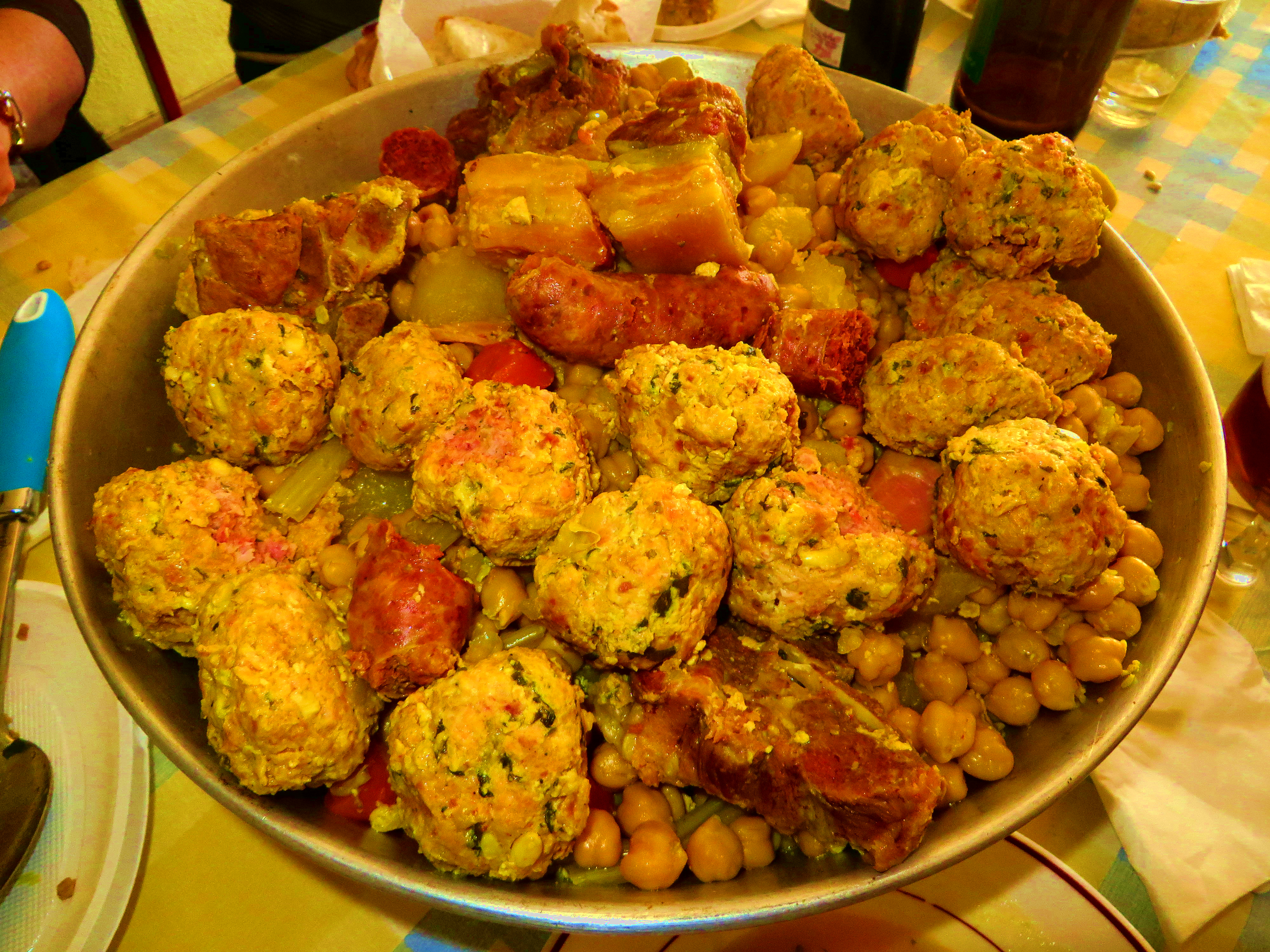
Bollit murcià amb pilotes

Es tracta d'un bollit que empra habitualment com a llegum el cigró i això suposa llargs temps de cocció. Sol usar-se com a acompanyament alguna hortalissa: creïlles, apis, cards, carabassa, etc. Entre els elements carnis se sol utilitzar en la seua elaboració carn de porc, com pot ser des d'un garró, xoriç, cansalada amb magre de carn, etc. S'hi afegeix la denominada garreta (carn de vedella). Així mateix, s'empra carn de titot o de pollastre (de vegades gallina) o, inclús, turmes de cabra.
L'elaboració de les pilotes es realitza mitjançant el picat amb una fulla de la cansalada, la carn de porc, el fetge i la carn d'au. S'afegeix a la barreja all i julivert finament tallats. La molla de pa mullada en llet, els pinyons, una mica de pebre i sal. Tot ben pastat, es converteix en les pilotes (mandonguilles). Les pilotes es couen en el caldo (durant la part final) i es mantenen calentes fins a ser servides. Després, se serveix el caldo amb fideus, alls i julivert, és l'anomenada sopa de bollit (de vegades es pren amb suc de llima), i posteriorment els cigrons acompanyats dels elements carnis i la pilota.

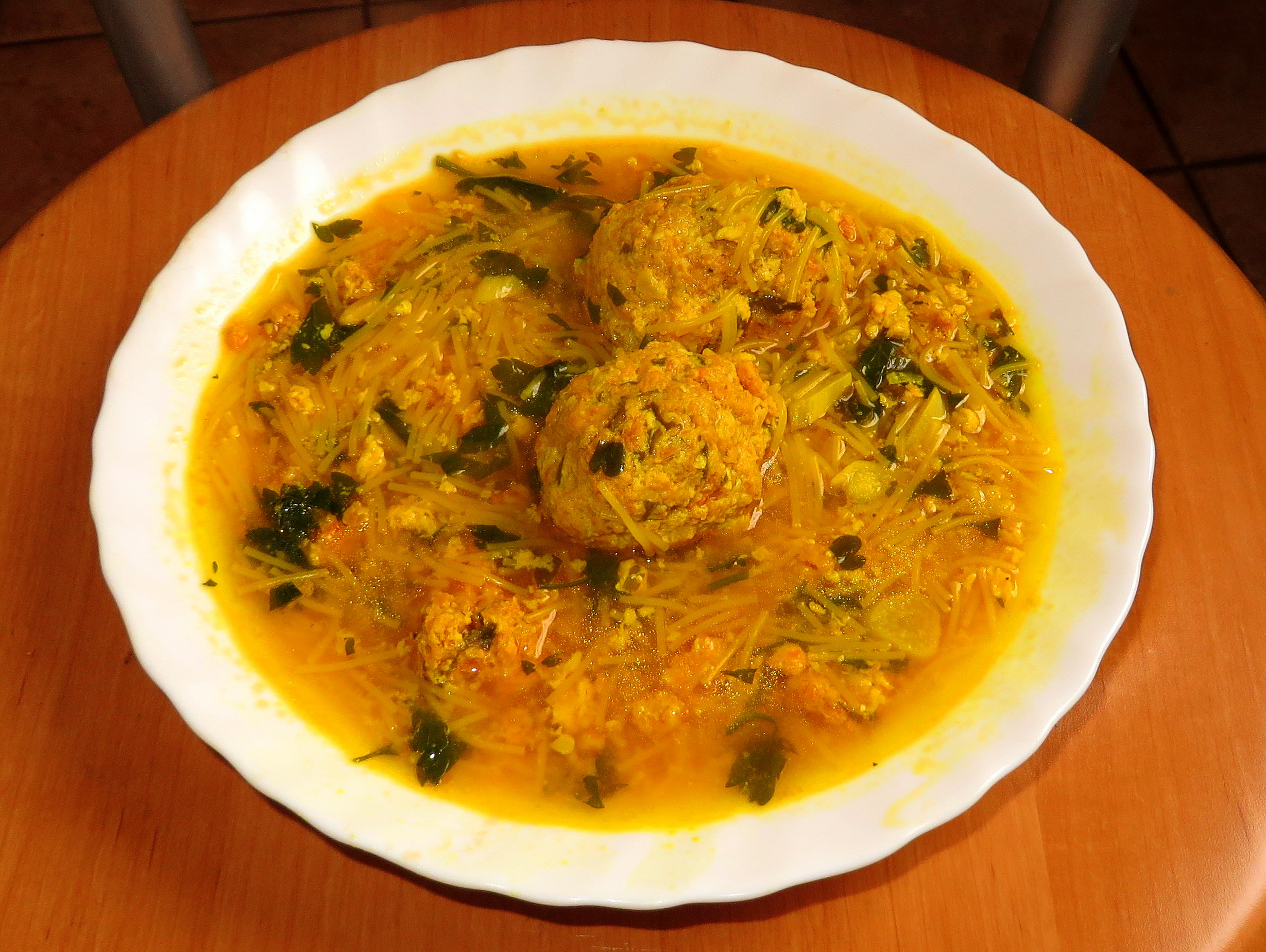
Sopa de bollit